# Веньково
Веньково (пол. Wieńkowo) — село в Польщі, у гміні Полиці Полицького повіту Західнопоморського воєводства.
Населення — 191 особа (2011).

## Демографія
Демографічна структура станом на 31 березня 2011 року:
|          | Загалом | Допрацездатний вік | Працездатний вік | Постпрацездатний вік |
| -------- | ------- | ------------------ | ---------------- | -------------------- |
| Чоловіки | 98      | 22                 | 69               | 7                    |
| Жінки    | 93      | 23                 | 51               | 19                   |
| Разом    | 191     | 45                 | 120              | 26                   |